# Beroepskunstenaars In de Klas
Beroepskunstenaars In de Klas (BIK’ers) zijn kunstenaars met een bijscholing op het gebied van (project)onderwijs zodat zij scholen kunnen ondersteunen bij het ontwikkelen van eigen kunstprojecten. De professionele kunstenaars zijn in het dagelijks leven bijvoorbeeld schrijver, beeldhouwer, danser of schilder en verrijken de cultuureducatie tijdens of na schooltijd.

## Praktijk
De BIK'ers ontwikkelen onder meer workshops, bijvoorbeeld de workshop Een nieuw jasje, waarin kunstbeschouwing en het creatief maken van eigen kleding wordt gecombineerd. Of leerlingen onderzoeken door te luisteren, zingen, componeren, tekenen en schrijven welke stemmingen muziek kan oproepen en waarom. Andere voorbeelden van projecten zijn de verhalenolifant, het blotenvoeten pad of de kartonparty. Scholen kiezen voor de BIK'ers omdat zij van oordeel zijn dat de kunstenaars een significante toegevoegde waarde leveren. Ze illustreren een alternatieve wijze van werken en bereiken daarmee unieke resultaten. Een school bericht bijvoorbeeld dat ze niet alleen een creatiever gebouw hebben overgehouden maar ook creatievere leerkrachten én leerlingen. Deelnemende scholen rapporteren dat meedoen durf vraagt om nieuwe werkwijzen en personen binnen te laten en de kundigheid deze goed te (bege)leiden.

## Achtergrond
In Nederland is het overheidsbeleid erop gericht kinderen en jongeren meer te laten kennismaken met cultuur. Dit resulteerde in 1996 in het project Cultuur en School. Tussen 1997 en 2003 richtte dit project zich met name op het voortgezet onderwijs. Sinds 2003 sloot het basisonderwijs zich hierbij aan. De Nederlandse regering stimuleerde deze ontwikkeling in 2004 door de subsidieregeling Versterking cultuureducatie in het Primair Onderwijs. Doel hiervan was dat alle basisscholen, in nauwe samenwerking met hun culturele omgeving, een gedegen cultuureducatie beleid te laten voeren. Een vorm van deze samenwerking is het project beroepskunstenaars in de klas (BIK). De door de Nederlandse overheid gewenste structurele ontwikkeling uitte zich in het feit dat na een groot wetenschappelijk onderzoek, de financiering van de regeling in het schooljaar 2006/2007 is opgegaan in de lumpsum, de standaard financiering van een basisschool. Naast basisscholen wordt er van de Regeling Beroepskunstenaars in de Klas (BIK) ook in andere typen onderwijs gebruikgemaakt. Beroepskunstenaars in de Klas wordt ook ingezet in het Wanita-concept. Dit concept heeft als uitgangspunt om, naast een cursorisch deel van het programma voor de verwerven van de basisvaardigheden, een geïntegreerd programma te ontwikkelen inclusief de integratie van de kunsten.

## Monitoring
De term beroepskunstenaar wordt gedefinieerd in de Wet werk en inkomen kunstenaars (Wwik) en bij het beroepsmatigheidsonderzoek dat in het kader van de Wwik wordt uitgevoerd door Kunstenaars&CO. In het rapport Kunstenaars in Nederland (CBS 2007) wordt het aantal beeldende kunstenaars in Nederland op 7.000 geschat. De sectormonitor beeldende kunst brengt de informatie betreffende de BIK uit deze en andere bronnen samen.
Om de kwaliteit van de beroepskunstenaars te waarborgen is er een erkende kwalificatie ontwikkeld gekoppeld aan een opleiding. De BIK-opleiding is in 2002 ontwikkeld door Theo van Adrichem en werd op vele locaties in het land gegeven. Anno 2017 alleen aan kunstacademies in Amsterdam en Utrecht. Deze parttime (post-hbo) opleiding duurt één jaar en omvat naast een theoretisch deel ook een drietal stages op scholen. Na de met succes afgeronde studie wordt het BIK-certificaat uitgereikt. Het programma leert de deelnemers om naast het verzorgen van creatieve workshops of museumprojecten, ook kunstbeschouwing en cultuurlessen te verzorgen waarbij leerlingen op reflectieve wijze, dan wel op receptieve wijze in contact komen met beeldende kunst. Critici wijzen op het tekort aan agogische en didactische kennis in het programma.